# Sam Williams (rugby à XIII)
Pour les articles homonymes, voir Sam Williams et Williams.

a Compétitions nationales et continentales officielles uniquement.

b Matchs officiels uniquement.
Sam Williams , né le 18 mars 1991 à Cooma (Australie), est un joueur de rugby à XIII australien évoluant au poste de demi de mêlée ou demi d'ouverture. Il fait ses débuts en National Rugby League avec les Raiders de Canberra lors de la saison 2011 où il y évolue trois années sans parvenir à devenir titulaire. En 2014, il tente sa chance aux Dragons de St. George Illawarra sans plus de succès en raison de l'arrivée de Benji Marshall. Ce joueur, ayant disputé par ailleurs le City vs Country Origin, décide alors à mi-saison de rejoindre la Super League et la franchise française des Dragons Catalans,.

## Biographie
Son arrivée aux Dragons intervient pour remplacer Scott Dureau, parti en Australie se relancer. Sam Williams espère relancer sa carrière. Venu pour la saison 2014 aux Dragons de St. George Illawarra, il a vu le retour au rugby à XIII de Benji Marshall lui priver d'une place de titulaire, ainsi il signe pour le reste de la saison 2014 aux Dragons Catalans. Arrivé fin juin, il est titulaire et permet à son équipe de se qualifier pour la phase finale. Bien que non-annoncé comme favori, les Dragons déjouent les pronostics. Lors du premier tour, ils s'imposent contre les Rhinos de Leeds, notamment grâce à deux essais de Williams dont un décisif à la dernière minute permettant aux Dragons de l'emporter. La semaine suivante, les Dragons poursuivent leur route en s'imposant sur le terrain des Giants d'Huddersfield.

## Palmarès
- Collectif :
  - Finaliste de la National Rugby League : 2019[3] (Canberra).

## Statistiques
| Saison | Club                         | Compétition           | Matchs | Points | Essais | Goals | Drops |
| ------ | ---------------------------- | --------------------- | ------ | ------ | ------ | ----- | ----- |
| 2011   | Canberra Raiders             | National Rugby League | 18     | 8      | 2      | -     | -     |
| 2012   | Canberra Raiders             | National Rugby League | 15     | 16     | 4      | -     | -     |
| 2013   | Canberra Raiders             | National Rugby League | 9      | 8      | 2      | -     | -     |
| 2014   | St. George Illawarra Dragons | National Rugby League | 4      | -      | -      | -     | -     |
| 2014   | Dragons Catalans             | Super League          | 9      | 50     | 2      | 21    | -     |
| 2015   | Canberra Raiders             | National Rugby League | 16     | 13     | 3      | -     | 1     |
| 2016   | Canberra Raiders             | National Rugby League | 8      | 5      | 1      | -     | 1     |
| 2017   | Wakefield Trinity Wildcats   | Super League          | 22     | 68     | 4      | 26    | -     |
| 2018   | Canberra Raiders             | National Rugby League | 14     | 56     | 1      | 25    | 2     |
| 2019   | Canberra Raiders             | National Rugby League | 10     | 10     | 2      | 2     | 2     |